# Замличівська сільська рада
Замличівська сільська рада — адміністративно-територіальна одиниця та орган місцевого самоврядування у Локачинському районі Волинської області з адміністративним центром у с. Замличі.

## Населені пункти
Сільській раді підпорядковані населені пункти:
- с. Замличі
- с. Бермешів
- с. Залужне

## Населення
Згідно з переписом УРСР 1989 року чисельність наявного населення сільської ради становила 753 особи, з яких 322 чоловіки та 431 жінка.
За переписом населення України 2001 року в сільській раді мешкали 772 особи.

### Мова
Розподіл населення за рідною мовою за даними перепису 2001 року:
| Мова       | Відсоток |
| ---------- | -------- |
| українська | 98,46 %  |
| польська   | 0,90 %   |
| російська  | 0,51 %   |
| білоруська | 0,13 %   |

## Склад ради
Рада складається з 14 депутатів та голови.

## Керівний склад сільської ради
| ПІБ                          | Основні відомості                                                    | Дата обрання | Дата звільнення |
| ---------------------------- | -------------------------------------------------------------------- | ------------ | --------------- |
| Грицюк Анатолій Анатолійович | Сільський голова, 1970 року народження, освіта, член народної партії | 26.03.2006   | 31.10.2010      |
| Грицюк Анатолій Анатолійович | Сільський голова, 1970 року народження, освіта вища, безпартійний    | 31.10.2010   |                 |

Примітка: таблиця складена за даними джерела